# Kamienna (Grójec)
Kamienna – część wsi Grójec w Polsce, położona w województwie świętokrzyskim w powiecie ostrowieckim w gminie Ćmielów.
W latach 1975–1998 Kamienna administracyjnie należała do województwa kieleckiego.

## Położenie
Położenie miejscowości podano w przybliżeniu, na mapach administracyjnych wsi i powiatu ostrowieckiego Kamienna jest nie oznaczona.
W gminie Ćmielów istnieje także druga miejscowość Kamienna część wsi Piaski Brzóstowskie.